# Gard Telje
Gard Telje (1968) è un ex sciatore alpino norvegese.

## Biografia
Telje vinse la medaglia di bronzo nella combinata ai Campionati norvegesi nel 1986; non prese parte a rassegne olimpiche né ottenne piazzamenti in Coppa del Mondo o ai Campionati mondiali.

## Palmarès

### Campionati norvegesi
- 1 medaglia (dati dalla stagione 1985-1986):
  - 1 bronzo (combinata[senza fonte] nel 1986)